# Gustav von Supper

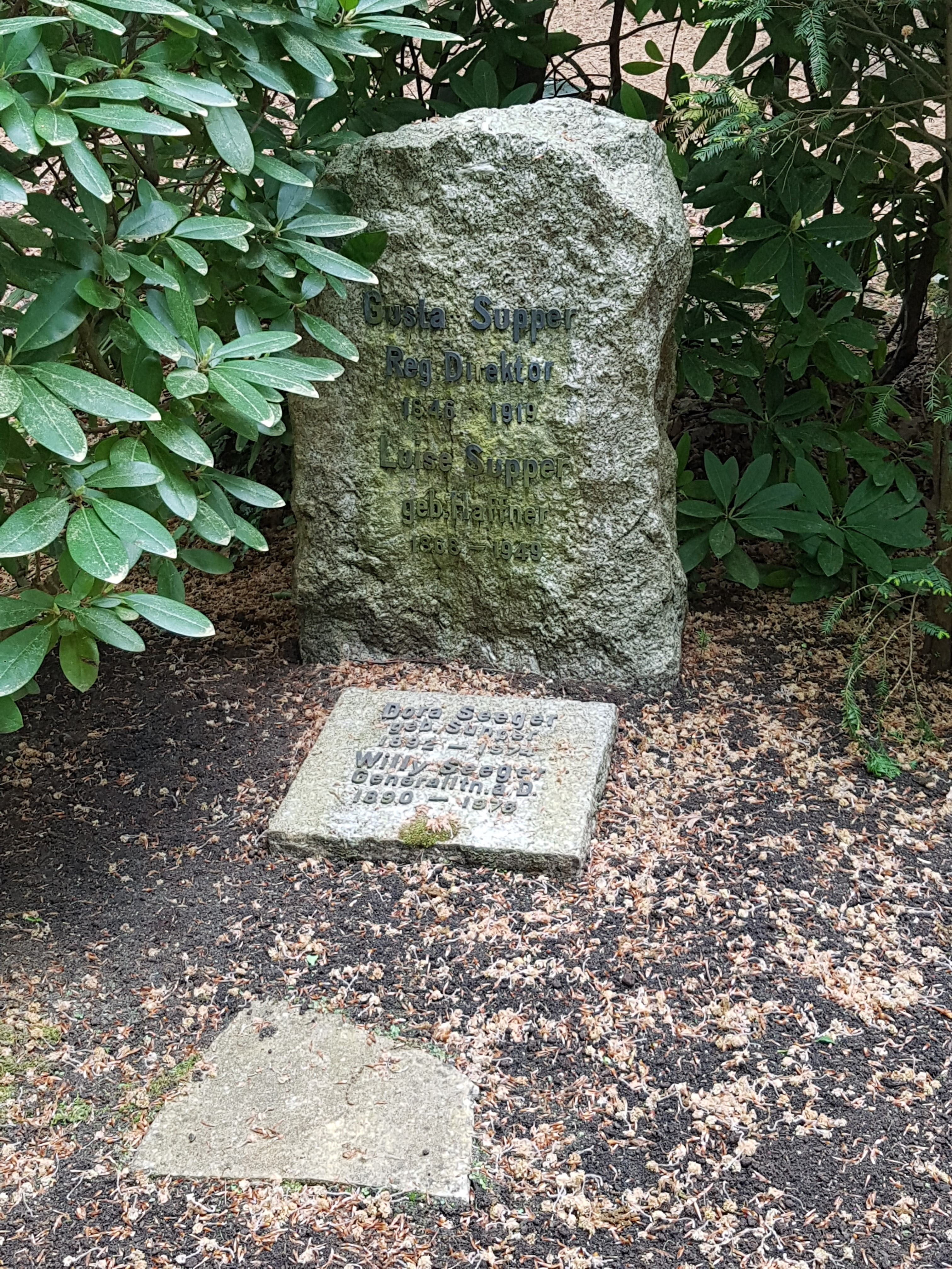
Grabstätte auf dem Stuttgarter Waldfriedhof

Gustav Rudolf Sapper ab 1905 von Supper (* 26. März 1846 in Göppingen; † 22. April 1919 in Stuttgart) war ein deutscher Verwaltungsbeamter.

## Leben
Nach dem Besuch der Lateinschule in Göppingen und des Obergymnasiums in Heilbronn studierte Gustav von Supper von 1864 bis 1869 Regiminalwissenschaft an der Eberhard Karls Universität Tübingen. 1866 wurde er Mitglied des Corps Rhenania Tübingen. 1869 legte er die 1. und 1870 die 2. höhere Dienstprüfung ab. 1869 wurde er Referendär beim Oberamt Göppingen und fand ab 1870 provisorische Verwendung bei den Oberämtern in Heidenheim, Tuttlingen und Ravensburg. 1871 wurde er Aktuar beim Oberamt Wangen. 1873 wurde er zum Amtmann beim Oberamt Esslingen ernannt. Nach Tätigkeiten als Finanzuntersuchungskommissär in Heilbronn und Laupheim wurde er 1879 zum Oberamtmann des Oberamts Maulbronn berufen. 1887 wechselte er als Oberamtmann zum Oberamt Calw. 1892 kam er als Regierungsrat zur Regierung des Neckarkreises in Ludwigsburg. Seit 1894 Regierungsrat beim Verwaltungsrat der Gebäudebrandversicherungsanstalt, wurde er 1900 Oberregierungsrat und 1909 Regierungsdirektor.
Supper war sie 1894 Vorsitzender des Schiedsgerichts II für die Invaliditäts- und Altersversicherung. 1907 wurde er ständiges Mitglied des Landesversicherungsamts.
Seine letzte Ruhestätte fand er auf dem Waldfriedhof Stuttgart.

## Auszeichnungen
- 1890 Ritterkreuz 1. Klasse des Friedrichs-Ordens
- 1899 Ritterkreuz des Ordens der Württembergischen Krone
- 1905 Ehrenkreuz des Ordens der Württembergischen Krone[2], mit dem der persönliche Adel (Nobilitierung) verbunden war
- 1912 Kommenturkreuz 2. Klasse des Friedrichs-Ordens